# Jacques de Koning
Jacques de Koning (Middelie, 9 december 1981) is een voormalig Nederlands langebaanschaatser. Hij was specialist op de korte afstanden, de 500 en 1000 meter. Vanaf seizoen 2006/2007 schaatste hij bij Team APPM met een korte onderbreking waarin hij reed voor Hofmeier, en vanaf 2012 voor Team Beslist.nl.

## Biografie
Jacques de Koning was dicht bij deelname aan de Olympische Spelen van Turijn. Hij had al een nominatie op zak door winst op Gerard van Velde en moest voor definitieve deelname vervolgens nog bij de eerste zeven eindigen in het fictieve klassement over de twee 500 meters van de wereldbekerwedstrijden in Collalbo. Zijn tiende positie in het uiteindelijke klassement van deze skate-off was echter niet genoeg voor deelname aan de Olympische Spelen.
Op het NK Afstanden 2008 in Heerenveen werd hij vierde op de 500 meter, hiermee verzekerde hij zich voor de eerste reeks World Cup-wedstrijden op deze afstand. Tijdens het NK Sprint 2008 werd hij verrassend tweede, waardoor hij zich plaatste voor de WK Sprint van dat jaar. Tijdens de wereldbekerwedstrijden in Hamar een week later reed hij een dik persoonlijk record op de 500 meter. Het was zelfs de snelste 500 meter ooit voor een Nederlandse langebaanschaatser op een laaglandbaan.
In het seizoen 2010/2011 plaatste De Koning zich opnieuw voor wereldbekerwedstrijden op de 500 meter, op het NK afstanden eindigde hij op een vierde plaats. Na het OKT op 28 december 2013 maakte De Koning bekend te stoppen als professioneel schaatser en zich nu toe te leggen op het eindexamen vwo om arts te kunnen worden.

## Persoonlijke records
| Afstand      | Tijd     | Datum            | Baan           |
| ------------ | -------- | ---------------- | -------------- |
| 500 meter    | 34,90    | 25 januari 2008  | Hamar          |
| 1000 meter   | 1.09,10  | 12 januari 2003  | Salt Lake City |
| 1500 meter   | 1.47,26  | 17 januari 2003  | Calgary        |
| 3000 meter   | 3.52,70  | 10 augustus 2007 | Calgary        |
| 5000 meter   | 6.48,12  | 22 maart 2002    | Calgary        |
| 10.000 meter | 14.48,91 | 3 maart 2003     | Alkmaar        |

## Resultaten
| Jaar | NK Afstanden                 | NK Sprint | NK Allround | WK Sprint | WK Afstanden | Wereldbeker        | WK Junioren |
| ---- | ---------------------------- | --------- | ----------- | --------- | ------------ | ------------------ | ----------- |
| 2000 |                              |           |             |           |              |                    | 18e         |
| 2001 | 22e 1500m                    |           |             |           |              |                    |             |
| 2002 | 14e 500m 16e 1000m 23e 1500m | 15e       | 5e          |           |              |                    |             |
| 2003 | 9e 500m 14e 1000m 23e 1500m  | Zilver    |             |           |              | 26e 500m 30e 1000m |             |
| 2004 | 5e 500m 8e 1000m             | 7e        |             |           |              | 33e 500m           |             |
| 2005 | 8e 500m 10e 1000m 18e 1500m  | Brons     |             | 24e       |              | 9e 100m 19e 500m   |             |
| 2006 | 4e 500m 10e 1000m            | 8e        |             |           |              | 20e 500m 30e 1000m |             |
| 2007 | 7e 500m 15e 1000m            | 11e       |             |           |              | 48e 500m           |             |
| 2008 | 4e 500m 8e 1000m             | Zilver    |             | 8e        | 15e 500m     | 28e 100m 21e 500m  |             |
| 2009 | 6e 500m 12e 1000m            | 11e       |             |           |              |                    |             |
| 2010 | 9e 500m 10e 1000m            |           |             |           |              |                    |             |
| 2011 | 4e 500m DQ 1000m             | 8e        |             |           | 8e 500m      | 10e 500m           |             |
| 2012 | 20e 500m                     |           |             |           |              |                    |             |

### Medaillespiegel
| Kampioenschap | Goud · | Zilver · | Brons · |
| ------------- | ------ | -------- | ------- |
| NK Sprint     | 0      | 2        | 1       |

## Dynastie
Jacques de Koning is de jongste telg uit een schaatsfamilie.

### Stamboom
|                                                   |                                                   |                                                   |                                                   | Jacobus de Koning 1850 - 1936                     | Jacobus de Koning 1850 - 1936                     | Jacobus de Koning 1850 - 1936           | Jacobus de Koning 1850 - 1936           | Jacobus de Koning 1850 - 1936           | Jacobus de Koning 1850 - 1936           |                             |                             | Catharina Maria Elisabeth Turkenburg 1858 - 1929 | Catharina Maria Elisabeth Turkenburg 1858 - 1929 | Catharina Maria Elisabeth Turkenburg 1858 - 1929 | Catharina Maria Elisabeth Turkenburg 1858 - 1929 | Catharina Maria Elisabeth Turkenburg 1858 - 1929 | Catharina Maria Elisabeth Turkenburg 1858 - 1929 |                                      |                                      |                                      |                                      |                        |                        |                                    |                                    |                                    |                                    |                                               |                                               |                                               |                                               |                                               |                                               |  |  |         |         |         |         |         |         |
|                                                   |                                                   |                                                   |                                                   | Jacobus de Koning 1850 - 1936                     | Jacobus de Koning 1850 - 1936                     | Jacobus de Koning 1850 - 1936           | Jacobus de Koning 1850 - 1936           | Jacobus de Koning 1850 - 1936           | Jacobus de Koning 1850 - 1936           |                             |                             | Catharina Maria Elisabeth Turkenburg 1858 - 1929 | Catharina Maria Elisabeth Turkenburg 1858 - 1929 | Catharina Maria Elisabeth Turkenburg 1858 - 1929 | Catharina Maria Elisabeth Turkenburg 1858 - 1929 | Catharina Maria Elisabeth Turkenburg 1858 - 1929 | Catharina Maria Elisabeth Turkenburg 1858 - 1929 |                                      |                                      |                                      |                                      |                        |                        |                                    |                                    |                                    |                                    |                                               |                                               |                                               |                                               |                                               |                                               |  |  |         |         |         |         |         |         |
|                                                   |                                                   |                                                   |                                                   |                                                   |                                                   |                                         |                                         |                                         |                                         |                             |                             |                                                  |                                                  |                                                  |                                                  |                                                  |                                                  |                                      |                                      |                                      |                                      |                        |                        |                                    |                                    |                                    |                                    |                                               |                                               |                                               |                                               |                                               |                                               |  |  |         |         |         |         |         |         |
|                                                   |                                                   |                                                   |                                                   |                                                   |                                                   |                                         |                                         |                                         |                                         |                             |                             |                                                  |                                                  |                                                  |                                                  |                                                  |                                                  |                                      |                                      |                                      |                                      |                        |                        |                                    |                                    |                                    |                                    |                                               |                                               |                                               |                                               |                                               |                                               |  |  |         |         |         |         |         |         |
| Coenradus Cornelis Josephus de Koning 1879 - 1954 | Coenradus Cornelis Josephus de Koning 1879 - 1954 | Coenradus Cornelis Josephus de Koning 1879 - 1954 | Coenradus Cornelis Josephus de Koning 1879 - 1954 | Coenradus Cornelis Josephus de Koning 1879 - 1954 | Coenradus Cornelis Josephus de Koning 1879 - 1954 |                                         |                                         | Petronella Boot 1858 - 1930             | Petronella Boot 1858 - 1930             | Petronella Boot 1858 - 1930 | Petronella Boot 1858 - 1930 | Petronella Boot 1858 - 1930                      | Petronella Boot 1858 - 1930                      |                                                  |                                                  | Jacobus Petrus de Koning 1885 - 1962             | Jacobus Petrus de Koning 1885 - 1962             | Jacobus Petrus de Koning 1885 - 1962 | Jacobus Petrus de Koning 1885 - 1962 | Jacobus Petrus de Koning 1885 - 1962 | Jacobus Petrus de Koning 1885 - 1962 |                        |                        | Maria van Schaik 1882 - 1929       | Maria van Schaik 1882 - 1929       | Maria van Schaik 1882 - 1929       | Maria van Schaik 1882 - 1929       | Maria van Schaik 1882 - 1929                  | Maria van Schaik 1882 - 1929                  |                                               |                                               |                                               |                                               |  |  |         |         |         |         |         |         |
| Coenradus Cornelis Josephus de Koning 1879 - 1954 | Coenradus Cornelis Josephus de Koning 1879 - 1954 | Coenradus Cornelis Josephus de Koning 1879 - 1954 | Coenradus Cornelis Josephus de Koning 1879 - 1954 | Coenradus Cornelis Josephus de Koning 1879 - 1954 | Coenradus Cornelis Josephus de Koning 1879 - 1954 |                                         |                                         | Petronella Boot 1858 - 1930             | Petronella Boot 1858 - 1930             | Petronella Boot 1858 - 1930 | Petronella Boot 1858 - 1930 | Petronella Boot 1858 - 1930                      | Petronella Boot 1858 - 1930                      |                                                  |                                                  | Jacobus Petrus de Koning 1885 - 1962             | Jacobus Petrus de Koning 1885 - 1962             | Jacobus Petrus de Koning 1885 - 1962 | Jacobus Petrus de Koning 1885 - 1962 | Jacobus Petrus de Koning 1885 - 1962 | Jacobus Petrus de Koning 1885 - 1962 |                        |                        | Maria van Schaik 1882 - 1929       | Maria van Schaik 1882 - 1929       | Maria van Schaik 1882 - 1929       | Maria van Schaik 1882 - 1929       | Maria van Schaik 1882 - 1929                  | Maria van Schaik 1882 - 1929                  |                                               |                                               |                                               |                                               |  |  |         |         |         |         |         |         |
|                                                   |                                                   |                                                   |                                                   |                                                   |                                                   |                                         |                                         |                                         |                                         |                             |                             |                                                  |                                                  |                                                  |                                                  |                                                  |                                                  |                                      |                                      |                                      |                                      |                        |                        |                                    |                                    |                                    |                                    |                                               |                                               |                                               |                                               |                                               |                                               |  |  |         |         |         |         |         |         |
|                                                   |                                                   |                                                   |                                                   |                                                   |                                                   |                                         |                                         |                                         |                                         |                             |                             |                                                  |                                                  |                                                  |                                                  |                                                  |                                                  |                                      |                                      |                                      |                                      |                        |                        |                                    |                                    |                                    |                                    |                                               |                                               |                                               |                                               |                                               |                                               |  |  |         |         |         |         |         |         |
|                                                   |                                                   |                                                   |                                                   | Jacobus Petrus Coenradus de Koning 1907           | Jacobus Petrus Coenradus de Koning 1907           | Jacobus Petrus Coenradus de Koning 1907 | Jacobus Petrus Coenradus de Koning 1907 | Jacobus Petrus Coenradus de Koning 1907 | Jacobus Petrus Coenradus de Koning 1907 |                             |                             | Jacobus de Koning 1921                           | Jacobus de Koning 1921                           | Jacobus de Koning 1921                           | Jacobus de Koning 1921                           | Jacobus de Koning 1921                           | Jacobus de Koning 1921                           |                                      |                                      | onbekend                             | onbekend                             | onbekend               | onbekend               | onbekend                           | onbekend                           |                                    |                                    | Adrianus Jacobus Petrus de Koning 1928 - 2010 | Adrianus Jacobus Petrus de Koning 1928 - 2010 | Adrianus Jacobus Petrus de Koning 1928 - 2010 | Adrianus Jacobus Petrus de Koning 1928 - 2010 | Adrianus Jacobus Petrus de Koning 1928 - 2010 | Adrianus Jacobus Petrus de Koning 1928 - 2010 |  |  | Paulien | Paulien | Paulien | Paulien | Paulien | Paulien |
|                                                   |                                                   |                                                   |                                                   | Jacobus Petrus Coenradus de Koning 1907           | Jacobus Petrus Coenradus de Koning 1907           | Jacobus Petrus Coenradus de Koning 1907 | Jacobus Petrus Coenradus de Koning 1907 | Jacobus Petrus Coenradus de Koning 1907 | Jacobus Petrus Coenradus de Koning 1907 |                             |                             | Jacobus de Koning 1921                           | Jacobus de Koning 1921                           | Jacobus de Koning 1921                           | Jacobus de Koning 1921                           | Jacobus de Koning 1921                           | Jacobus de Koning 1921                           |                                      |                                      | onbekend                             | onbekend                             | onbekend               | onbekend               | onbekend                           | onbekend                           |                                    |                                    | Adrianus Jacobus Petrus de Koning 1928 - 2010 | Adrianus Jacobus Petrus de Koning 1928 - 2010 | Adrianus Jacobus Petrus de Koning 1928 - 2010 | Adrianus Jacobus Petrus de Koning 1928 - 2010 | Adrianus Jacobus Petrus de Koning 1928 - 2010 | Adrianus Jacobus Petrus de Koning 1928 - 2010 |  |  | Paulien | Paulien | Paulien | Paulien | Paulien | Paulien |
|                                                   |                                                   |                                                   |                                                   |                                                   |                                                   |                                         |                                         |                                         |                                         |                             |                             |                                                  |                                                  |                                                  |                                                  |                                                  |                                                  |                                      |                                      |                                      |                                      |                        |                        |                                    |                                    |                                    |                                    |                                               |                                               |                                               |                                               |                                               |                                               |  |  |         |         |         |         |         |         |
|                                                   |                                                   |                                                   |                                                   |                                                   |                                                   |                                         |                                         |                                         |                                         |                             |                             |                                                  |                                                  |                                                  |                                                  | Jacques de Koning 1950                           | Jacques de Koning 1950                           | Jacques de Koning 1950               | Jacques de Koning 1950               | Jacques de Koning 1950               | Jacques de Koning 1950               |                        |                        | Geertruida Catharina Dijkstra 1951 | Geertruida Catharina Dijkstra 1951 | Geertruida Catharina Dijkstra 1951 | Geertruida Catharina Dijkstra 1951 | Geertruida Catharina Dijkstra 1951            | Geertruida Catharina Dijkstra 1951            |                                               |                                               |                                               |                                               |  |  |         |         |         |         |         |         |
|                                                   |                                                   |                                                   |                                                   |                                                   |                                                   |                                         |                                         |                                         |                                         |                             |                             |                                                  |                                                  |                                                  |                                                  | Jacques de Koning 1950                           | Jacques de Koning 1950                           | Jacques de Koning 1950               | Jacques de Koning 1950               | Jacques de Koning 1950               | Jacques de Koning 1950               |                        |                        | Geertruida Catharina Dijkstra 1951 | Geertruida Catharina Dijkstra 1951 | Geertruida Catharina Dijkstra 1951 | Geertruida Catharina Dijkstra 1951 | Geertruida Catharina Dijkstra 1951            | Geertruida Catharina Dijkstra 1951            |                                               |                                               |                                               |                                               |  |  |         |         |         |         |         |         |
|                                                   |                                                   |                                                   |                                                   |                                                   |                                                   |                                         |                                         |                                         |                                         |                             |                             |                                                  |                                                  |                                                  |                                                  |                                                  |                                                  |                                      |                                      |                                      |                                      |                        |                        |                                    |                                    |                                    |                                    |                                               |                                               |                                               |                                               |                                               |                                               |  |  |         |         |         |         |         |         |
|                                                   |                                                   |                                                   |                                                   |                                                   |                                                   |                                         |                                         |                                         |                                         |                             |                             |                                                  |                                                  |                                                  |                                                  |                                                  |                                                  |                                      |                                      | Jacques de Koning 1981               | Jacques de Koning 1981               | Jacques de Koning 1981 | Jacques de Koning 1981 | Jacques de Koning 1981             | Jacques de Koning 1981             |                                    |                                    | Esther                                        | Esther                                        | Esther                                        | Esther                                        | Esther                                        | Esther                                        |  |  |         |         |         |         |         |         |
|                                                   |                                                   |                                                   |                                                   |                                                   |                                                   |                                         |                                         |                                         |                                         |                             |                             |                                                  |                                                  |                                                  |                                                  |                                                  |                                                  |                                      |                                      | Jacques de Koning 1981               | Jacques de Koning 1981               | Jacques de Koning 1981 | Jacques de Koning 1981 | Jacques de Koning 1981             | Jacques de Koning 1981             |                                    |                                    | Esther                                        | Esther                                        | Esther                                        | Esther                                        | Esther                                        | Esther                                        |  |  |         |         |         |         |         |         |

### Prestaties
| Naam                                            | geboorte- datum | Elfste- dentocht             | Olympische spelen                           | WK allround | WK sprint        | EK allround       | NK allround                   | NK kortebaan       | NK sprint                 |
| ----------------------------------------------- | --------------- | ---------------------------- | ------------------------------------------- | ----------- | ---------------- | ----------------- | ----------------------------- | ------------------ | ------------------------- |
| Coenradus "Coen" Cornelis Josephus de Koning    | 30-03-1879      | 1912 · 1917                  |                                             | 1905        |                  | 1904 (2) 1906 (3) | 1903 · 1905 · 1912            |                    |                           |
| Jacobus "Sjaak" Petrus de Koning                | 03-03-1885      |                              |                                             |             |                  |                   | 1912 · 1914 · 1917 · 1919     |                    |                           |
| Jacobus "Sjaak" Petrus Coenradus de Koning      | 05-12-1907      |                              |                                             |             |                  |                   | 1942 25e                      |                    |                           |
| Jacobus "Jacques" de Koning                     | 14-09-1912      |                              |                                             |             |                  |                   |                               |                    |                           |
| Adrianus "Aad" Jacobus Petrus de Koning         | 25-12-1928      | 1954 · 1956 (1) DQ · 1963 8e | 1948 23e 500m 1948 25e 1500m 1948 20e 5000m |             |                  | 1951 14e          | 1947 NC                       |                    |                           |
| Jacques "Sjaak" de Koning                       | 01-04-1950      |                              |                                             |             |                  |                   | o.a. 1972 9e 1974 8e          |                    |                           |
| Geertruida "Truus" Catharina de Koning-Dijkstra | 24-02-1951      |                              |                                             | 1974 12e    |                  | 1974 6e           | o.a. 1972 10e 1974 4e 1975 8e | 1971 · 1972 · 1973 | 1974 12e                  |
| Jacques de Koning                               | 09-12-1981      |                              |                                             |             | 2005 24e 2008 8e |                   | 2002 5e                       |                    | o.a. · 2003 · 2005 · 2008 |

## Trivia
- Jacques de Koning is actief betrokken bij Sports Witnesses, een organisatie die de Nederlandse sportwereld wil bereiken met het evangelie van Jezus Christus.
- Tijdens The Passion 2014 in Groningen was hij te zien als een van de Discipelen.